# Jone Samuelsen
Jone Samuelsen (* 6. Juli 1984 in Stavanger) ist ein norwegischer Fußballspieler.

## Karriere
2003 wechselte er von seinem ersten Arbeitgeber im Profi-Fußball FK Haugesund, zu Viking Stavanger, wo er in der ersten norwegischen Liga spielte, 2010 wechselte er zum Ligakonkurrenten Odd Grenland. Zehn Jahre lang spielte er für den Verein, in der Spielzeit 2013/2014 wurde er „Spieler der Saison“. Seit 2020 lässt er nun seine Karriere in der fünften Liga ausklingen.
Am 25. September 2011 gelang ihm ein kurioses Kopfballtor aus 57,3 Metern Entfernung, dessen Abfilmung im Internet auf Plattformen wie YouTube verbreitet wurde.